# Dure-mère

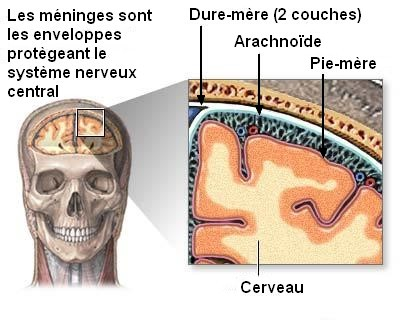
Les méninges

La dure-mère (ou les pachyméninges) est une membrane fibreuse, dure et rigide, qui entoure le cerveau, la moelle épinière, les racines des nerfs crâniens et spinaux et le filum terminal.

## Étymologie
Le mot vient du latin médiéval dura mater cerebri, signifiant « la mère dure du cerveau » qui serait un emprunt à l'arabe : umm al-dimagh as-safiqa. En arabe, les mots « père », « mère » et « fils » sont souvent utilisés pour marquer une relation entre les objets.

## Anatomie

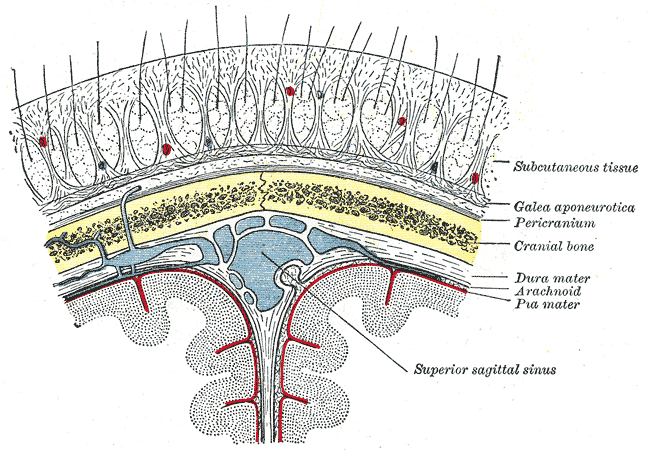
La dure-mère sous le crâne.

La dure-mère est la plus externe des trois membranes constituant les méninges avec la pie-mère et l'arachnoïde. Elle se compose de deux feuillets de tissu conjonctif dense : le feuillet externe attaché au périoste et le feuillet interne, qui se prolonge dans le canal vertébral, formant la dure-mère spinale. Les deux feuillets sont soudés, sauf dans les endroits où ils enveloppent les sinus de la dure-mère recueillant le sang veineux de l'encéphale dirigé dans les veines jugulaires internes du cou.
La dure-mère s'étend du sommet de la cavité crânienne jusqu'au niveau des vertèbres S2 et S3 du sacrum (cul-de-sac dural). Elle adhère à l'os dans la cavité crânienne, ce qui n'est pas le cas au niveau rachidien où sa structure diffère. La dure-mère spinale, en continuité avec sa partie crânienne, constitue une membrane fibreuse épaisse et résistante, d'un blanc nacré, formant un sac inextensible autour de la moelle spinale, nommé le sac dural.

## Localisation
Elle forme des cloisons :
- tente du cervelet : qui délimite 2 loges : loge cérébrale et loge cérébelleuse ;
- faux du cerveau : qui sépare les deux hémisphères cérébraux au niveau de la scissure inter-hémisphérique ;
- faux du cervelet : qui sépare les deux hémisphères cérébelleux ;
- tente de l'hypophyse : recouvrant la selle turcique, elle est tendue entre les apophyses clinoïdes antérieur et postérieur, elle est perforée par la tige pituitaire.

## Vascularisation
Comme toutes les membranes fibreuses, la dure-mère est très peu vascularisée. Les artères sont situés entre la dure-mère et la lame interne des os de la voûte du crâne. Deux systèmes veineux se complètent dans la dure-mère crânienne : des veines satellites des artères homonymes et des veines isolées sans équivalent artériel. Les artères comme les veines présentent une grande variabilité morphologique.

## Innervation
Particulièrement dense, l'innervation de la dure-mère est assurée par les nerfs antérieurs issus des rameaux ethmoïdaux des nerfs naso-ciliaires, des nerfs latéraux issus du ganglion trigéminal et des nerfs postérieurs, composés du nerf récurrent grand occipital et des rameaux provenant des nerfs vague et hypoglosse. Par différence avec le système nerveux central, elle est riche en innervation sensitive, donc réceptive à la douleur.